# Nährwert
Als Nährwert bezeichnet man den physiologischen Wert eines Lebensmittels, abhängig von Menge und Verhältnis seiner Inhaltsstoffe und deren Verfügbarkeit für den menschlichen Organismus.
Der Nährwert ist keine vollständig objektivierbare Größe, da besonders die Verfügbarkeit und Verwertung der Stoffe von der Zubereitung und der Kombination der Lebensmittel abhängig ist und weil die ernährungswissenschaftliche Bewertung einzelner Inhaltsstoffe nicht gesichert ist.
Hauptbestandteile des Nährwerts eines Lebensmittels sind die drei sogenannten Makronährstoffe Kohlenhydrate, Fette, Proteine und die bei ihrer Verdauung verwertbare Energie (physiologischer Brennwert). Daneben spielen zahlreiche Mikronährstoffe wie Vitamine und Mineralstoffe (Mengen- und Spurenelemente) sowie sekundäre Pflanzenstoffe eine Rolle.

## Klassifizierung
Die Bezeichnung quantitativer Nährwert beschreibt die verwertbare Energie als solche, wie sie im physiologischen Brennwert ermittelt wird. Der Wert muss gemäß Lebensmittel-Informationsverordnung (LMIV) in Kilojoule (kJ) pro 100 g angegeben werden. Die veraltete Bezeichnung Kilokalorien (kcal) ist im Warenverkehr der EU lediglich zusätzlich gestattet. Die Kilokalorie wird umgangssprachlich – wiederum fehlerhaft – häufig nur als „Kalorie“ bezeichnet.
Im Unterschied dazu beschreibt der qualitative Nährwert weitere Eigenschaften, wie Menge und Zusammensetzung der in einem Lebensmittel enthaltenen Substanzen. Die Mengenangabe erfolgt in Gramm (g) oder Milligramm (mg).

### Beispiele
Fette werden, je nach ihrer Zusammensetzung und dem Gehalt an einfach oder mehrfach ungesättigten Fettsäuren, in ihrer physiologischen Wirkung unterschiedlich bewertet.
Zur Bewertung der Eiweißqualität (Biologische Wertigkeit) wird das Verhältnis der essentiellen Aminosäuren in einem Lebensmittel analysiert. Der Wert der Eiweißqualität gibt Auskunft über die Verwertbarkeit von Eiweiß zum Aufbau von körpereigenem Eiweiß.
Zu den noch weitgehend unerforschten Nährstoffen zählen die sekundären Pflanzenstoffe aus Gemüse, Obst und Getreide. Die Wirkung dieser Substanzen auf den Organismus scheint vielfältig und vielversprechend.

## Herkunft und Analyse
Nährwerte von Lebensmitteln werden in Deutschland in einer Datenbank, dem Bundeslebensmittelschlüssel, geführt. Der Bundeslebensmittelschlüssel wird vom Max Rubner-Institut in Karlsruhe verwaltet.

## Verwendung (Beispiele)
Die Angabe der Nährwerte bei Lebensmitteln ist in der Lebensmittel-Informationsverordnung (LMIV) seit 13. Dezember 2014 verbindlich vorgeschrieben (Details zu den Regelungen der LMIV siehe dort).
Nährwertangaben werden zur Analyse von Verzehrsprotokollen benötigt, um die Nährstoffaufnahme von Personen oder Gruppen zu untersuchen. Ein aktuelles Beispiel für eine solche Erhebung ist die Nationale Verzehrsstudie II (NVS II), zusammengefasst im Ernährungsbericht.